# Darsana
A darsana vagy darsan (szanszkrit:दर्शन) egy szanszkrit kifejezés, ami azt jelenti, hogy "látás" (a dṛś "látni" szótőből), látomás, megjelenés vagy megpillantás. Leginkább isteni látomásoknál szokás használni, például egy isten vagy egy szent személy vagy tárgy látomásakor. Az embernek akkor lehet például darsana élménye, ha egy templomban vagy egy gurunál van.
A darsana egy másik általános jelentése a hinduizmus szemléletmódjaira, a hat ortodox hindu filozófiai iskolára utal: a njája, a vaisésika, a szánkhja, a jóga, a mímánszá és védánta.

## Története
A történeti Buddha halála után rendkívül gyorsan kezdett elterjedni tanítása is. Hivatalos örököst tudatosan nem választott, az iskolák így gombamód kezdtek szaporodni az egész indiai kontinensen a tanítványok különböző látásmódjának megfelelően. Az iskolák korábban is sokat vitatkoztak egymással (buddhista és nem-buddhista, mindenki mindenkivel), ám a buddhizmusban kezdett kialakulni egyfajta összeszedett, skolasztikusnak mondható filozófiai rendszer. A kis híján háttérbe szorult védikus gyökerű tanok is – talán önmagukat védvén – felismerték a rendszerezett tételek fontosságát, így lassanként összegyűltek különböző nevek alatt, melyek eredetét a hivatalos ortodoxia védikusnak mondja, ám ennek nincs sok alapja. Így alakult ki a hat darsana,[forrás?] a hat ortodox hindu filozófia: a njája, a vaisésika, a szánkhja, a jóga, a mímánszá és védánta.
E hat filozófiai iskolában sok egyezés mellett még több eltérés is volt, így feltételeket írtak, mely eldönti egy filozófiáról, hogy beletartozik-e az ortodox hindu darsanák sorába. Hat feltételt szabtak meg, de valójában inkább az felel meg, amelyik a védikus ortodoxiát elfogadja, azaz hogy a Védák kétségbevonhatatlanok, hogy áldozni kell, aminek a brahmanák, azaz a papok a letéteményesei.
A filozófiai iskolák hat fő tétele, amelyeket elfogadnak: [1] a Védákat; [2] az átmant (vagyis az örökkévaló, újraszülető lélek fogalmát); [3] a karma törvényét; [4] a dukkha (szenvedés) igazságát; [5] a reinkarnációt és [6] a moksa (megszabadulás) lehetőségét.
A darsana szó a <dris> gyökből ered, aminek jelentése látás, látásmód, szemlélet stb. Konkrét, határozott kialakulásuk és/vagy összegyűjtésük nagyjából Krisztus születésekor indult, de Kr. u. IV. századra már mind a hat iskola alapszövegei megvoltak. Megjegyzendő, hogy bár kezdetben a hat iskola egymástól nagyjából függetlenül járta útját, hasonlóságokat felismerve mindegyikük megtalálta párját, így félig összeolvadva három páros alakult ki: a njája a vaisésikával, a szánkhja a jógával, a mímánszá pedig a védántával.

## Njája
A szó jelentése „vezetett gondolkodás”, ami a logikára és érvelésre utal. A logika lehetőségeit, a racionalitás korlátait és visszásságait, az érvelés és vitatkozás kommunikációs feltételeit veszi alapul a megszabadulás eléréséhez. A vaisésika darsanával egyetemben jó eséllyel a görög hódítókkal érkezett filozófusok hatására keletkezett, persze sajátosan indiai szájíz szerint.

## Vaisésika
Elsősorban kategória-tannak mondható, innen ered a neve is. A visésa szóból származik és „különbséget” jelent, ami arra utal, hogy a dolgokat először meg kell tudni különböztetni egymástól ahhoz, hogy helyükre tudjuk azokat rakni, s így megismerjük a világot. A teljes megismerésük pedig elvezet a megszabaduláshoz. Nem nehéz megérteni, hogy a dolgok megkülönböztetésének filozófiája miért találhatott könnyen egymásra a logika és vitatkozás filozófiájával. E két iskola később teljesen összeolvadt és navja-njája néven virágzik, ezen kívül tanításaikat tibeti buddhista hagyományok is magukba építették.

## Szánkhja
Az ember és világ viszonyával, ismeretelméletet és dualisztikus metafizikát előtérbe helyező iskola, melynek alapjai már több upanisad írásban is fellelhetők. A név megszámlálást, számbavételt jelent, ami valószínűleg a létezők számbavételére utal. A világ dualitását a purusa (lélek, maszkulin jellegű) és prakriti (természet, feminin jellegű) párosa alkotja, melyben a purusából rengeteg van, de mind "egyszínű", a prakritiből pedig csak egy van, de végtelenül sokszínű. A purusa cselekvésképtelen, de tapasztalásra képes, míg a prakriti képes cselekvésre, viszont vak. Kettejük összekapcsolódásából keletkezett a világ és annak dolgai, lényei. A lélek megszabadulásához (móksa) a prakrititől való elfordulás vezet, ami csakis a szánkhja filozófia szerinti meditációs gyakorlatokkal érhető el.

## Jóga
Főként gyakorlati rendszer, melynek elméleti része is elsősorban ezt segíti. Ez, mint ún. "nyújtózkodási vállalkozás" a legismertebb is a hat közül. A jóga jelentése összekapcsolás, gyakorlat, szokás fordítani még igázásnak is, ami az ember tudati kibillenéseinek elkerülése, érzései kézben tartására vonatkozik. Gyakorlatrendszerében a sok, látszólag önnyomorgató pozitúra a tudat berzenkedéseinek elcsendesítését célozza, ugyanakkor a testi funkciók megfelelő működését is előidézi (és a kettő valószínűleg össze is függ egymással). A szánkhjához hasonlóan a többi darsanánál nagyobb hangsúlyt kap az aszketizmus, a világtól (annak zajától) való elfordulás, így ez a két iskola is könnyen talált egymásra; a szánkhja adja a világképet, a jóga pedig a gyakorlati megvalósítás lehetőségeit.

## Mímánszá
Az ötödik darsana igazából nem filozófiai iskola, hanem a védamagyarázat tudománya. A szertartások hibátlan elvégzése érdekében a homályos vagy ellentmondó szöveghelyek értelmezésének alapelveit vizsgálja.

## Védánta
Az iskola önmaga szerint a hat darsana kicsúcsosodása, bizonyos vélemények szerint pedig a megerőszakolása. Akárhogy is, a védánta igyekszik a többi darsana tanításait a saját szájíze szerint magyarázni, ahhoz idomítani és beolvasztani. Nevének jelentése a védák vége, ami nemcsak arra utal, hogy magukat a legfőbb filozófiának tekintik, hanem egyúttal az upanisad irodalomra is, amely a védák végén található. Fő tanításuk szerint az átman (lélek) és a Brahman (világlélek) végső soron azonosak, minden egyéb erre van kihegyezve, ezt igyekszik alátámasztani. Három fő „irányzata” van, melyből a Sankara által is képviselt advaita védánta számlálja a legtöbb követőt, talán nem is véletlenül, hiszen filozófiailag is ez áll meg leginkább a lábán. Sokak szerint gondolatai nagyon hasonlóak a majdnem eretneknek nyilvánított keresztény misztikus, Eckhart mester tanításaival.